# Summer Trip
「Summer Trip」（サマー トリップ）は、日本の歌手・倖田來未の55枚目のシングル。2013年7月31日にrhythm zoneから発売された。

## 解説
前作「恋しくて」より約7か月ぶりとなるシングルで、「CD＋DVD」「CDのみ」の2形態での発売となる。
「LALALALALA」「IS THIS TRAP?」「TOUCH DOWN」の3曲をイントロ・インタールード・アウトロで挟んだトリプルA面となっている。

## コンセプト
今作のコンセプト・テーマは「熱気」「開放感」「エネルギッシュ」「最先端」で、ジャケット・アートワーク、ミュージックビデオ共に、アメリカ・ロサンゼルスにて撮影を決行。なおロスでの撮影は、2008年にリリースした「anytime」以来、約5年ぶりとなる。

## 制作背景
本作について倖田は「夏シングルとしては、2006年の『4 hot wave』以来、７年振りの海外で、そして屋外での撮影でした。ジャケット写真では、“夏”がダイレクトに伝わるものにしたいと思い、LAという場所の開放感だったり、海の綺麗さだったり、ファッションもそこに合ったものをチョイスして撮影しました。体の露出が多い撮影だったので、この日に合わせてダイエットに追い込みをかけて頑張りました。」と語っている。

## 楽曲解説
※インタルードは除く。
LALALALALA
「一度、耳にしただけでみんなで口ずさめるようなメロディだったので、ライブでもみんなと一緒に盛り上がって、歌える曲にしたいなって思ったんです。例えイヤなことがあっても、みんなで＜♪ラララララ＞って歌えば前向きになれる、それが、私とみんなとの合言葉になればいいなって。下を向いているばかりだと間違った選択をしちゃうから、そういう時こそ明るい笑顔をイメージして、楽しんで歩いていって欲しいな」というメッセージ性が詰まった楽曲となっている。
MVは、ロスのヴェニスビーチで撮影を即行し、BEPやファーギーを手掛けているファティマに撮影を依頼。倖田は「現地のパフォーマーやスケーターのシーンをはじめ、ほとんどアドリブでやってるから、本当に皆が楽しんでるっていう絵になってて。私自身、すごく開放的で明るい気持ちになったし、撮影中もすごくHAPPYな気分でいっぱいで、きっとMVを観てくれた人も笑顔になれる映像に仕上がったんじゃないか」と語っている。
IS THIS TRAP?
最新のエレクトロ・ダンス・ミュージックをブレンドさせたナンバー。
東京をイメージして制作。倖田は「私は、夢を叶えたいっていう一心で東京に出てきた。私は悪い方には染められなかったけど、東京はいいことも悪いことも最先端だから、例えば1つの出逢いが、いい罠なのか悪い罠なのを見極めて、自分で線引きをする必要があるなって感じてて。」「それでも、私にとっては、東京は夢を叶えた場所だし、田舎でレッスンに通いながらオーディションを受けているよりも近道だと思う。ポンと出来た人脈が急に仕事とつながる経験もしているし、夢を叶えるなら東京に出てきた方がいいな」と語っている。
TOUCH DOWN
アルバム『JAPONESQUE』に収録の「Boom Boom Boys」、「V.I.P feat. T-PAIN」を提供したロス在住のドイツ人プロデューサー／ソングライターのトビー・ガッドによる楽曲で、兼ねてより2年くらい前から温めていたという。
本曲について倖田は「耳障りを重視して書いたんですけど、目先のことではなく、もっともっと遠くのことを見ていこうって歌ってますね。英語のサビの部分は、本当は上ハモがメインなんだけど、私は低音が強いので、下ハモをメインに感じるくらいにあげてもらって」とし、「倖田來未の声質を生かした、クールな印象のミックスをしてもらいました。この楽曲もファティマに撮ってもらったんですが、白ホリのスタジオで私をクローズアップした映像のシンプルさが新鮮。『LALALALALA』と『TOUCH DOWN』はメイク以外、すべて現地のスタッフだったこともあり、みんなで一緒に作りあげた感の強い作品」と語っている。

## 収録曲

### CD
1. Radio Show Start 〜LALALALALA〜［Intro］ - [1:00]
インスト
2. LALALALALA - [3:36]
作詞：Kumi Koda
作曲：Figge Bostrom, Anna Engh
編曲：Shinjiro Inoue
3. Show Time 〜IS THIS TRAP?〜［Interlude］ - [1:00]
インスト
4. IS THIS TRAP? - [3:52]
作詞：Kumi Koda
作曲：T-SK, HENRIK Nordenback, Christian Fast
5. Show Time 〜TOUCH DOWN〜［Interlude］ - [1:19]
インスト
6. TOUCH DOWN - [3:43]
作詞・作曲：Kumi Koda, Toby Gad, Joanna Levesque
編曲：Toby Gad
7. Radio Show End［Outro］ - [0:59]
インスト

### DVD
1. LALALALALA (Music Video)
2. TOUCH DOWN (Music Video)
3. Making Video

## 収録アルバム
- LALALALALA
  - 『Bon Voyage』
  - 『SUMMER of LOVE』
  - 『BEST 〜2000-2020〜』(ファンクラブ限定盤)
- IS THIS TRAP?
  - 『MY NAME IS...』(ファンクラブ限定盤)
  - 『BEST 〜2000-2020〜』(ファンクラブ限定盤)
- TOUCH DOWN
  - 『Bon Voyage』
  - 『SUMMER of LOVE』
  - 『BEST 〜2000-2020〜』(ファンクラブ限定盤)

## 収録ライブ映像
- LALALALALA
  - 『KODA KUMI LIVE TOUR 2013 〜JAPONESQUE〜』
  - 『Koda Kumi Hall Tour 2014 〜Bon Voyage〜』
  - 『Koda Kumi 15th Anniversary Live Tour 2015 〜WALK OF MY LIFE〜』(メドレー)
  - 『Koda Kumi 15th Anniversary Premium Live』(WINTER of LOVE、ファンクラブ限定盤)
  - 『KODA KUMI LIVE TOUR 2016 〜Best Single Collection〜』(メドレー)
- IS THIS TRAP?
  - 『KODA KUMI LIVE TOUR 2013 〜JAPONESQUE〜』
  - 『Koda Kumi Hall Tour 2014 〜Bon Voyage〜』
  - 『Koda Kumi 15th Anniversary First Class 2nd LIMITED LIVE at STUDIO COAST』(WALK OF MY LIFE、ファンクラブ限定盤)
  - 『Koda Kumi 15th Anniversary Premium Live』(WINTER of LOVE、ファンクラブ限定盤)
  - 『KODA KUMI LIVE TOUR 2018 -DNA-』(メドレー)
  - 『KODA KUMI 20th ANNIVERSARY TOUR 2020 MY NAME IS...』(メドレー)
- TOUCH DOWN
  - 『Koda Kumi Hall Tour 2014 〜Bon Voyage〜』
  - 『KODA KUMI 15th Anniversary LIVE The Artist』